# С-1 (проект школы)
C-1 — типовой проект школы на 880 учащихся, разработанный в 1952 году архитектором Г. В. Вязьминым. По этому проекту в середине 1950-х годов было построено несколько школ в Москве. Кодовое название проекта С-1 связано с тем, что главный фасад предполагалось ориентировать на север, а большая часть классов выходила во двор.

## История
В начале 1950-х годов подавляющее большинство школ в Москве строилось по типовым проектам Л. А. Степановой. В 1952 году сотрудники Института архитектуры общественных и промышленных сооружений Академии архитектуры СССР обобщили опыт послевоенного школьного строительства и подготовили программы и положения на проектирование школ на 880 учащихся. Эти программы были утверждены Государственным комитетом Совета министров СССР по делам строительства, после чего в Специальном архитектурно-конструкторском бюро Архитектурно-планировочного управления Мосгорисполкома началась разработка новых проектов школ для Москвы.
Один из таких проектов разработал архитектор Н. М. Вавировский. Этот проект получил кодовое название Ю-1, поскольку главный фасад предполагалось ориентировать на юг. Параллельно архитектор Г. В. Вязьмин разработал проект С-1, где главный фасад смотрел на север.
Школы проекта С-1 имели пять этажей. Лестницы находились в задней части здания, они размещались в небольших трапециевидных ризалитах. Фасад украшал двухъярусный портик.
В проекте С-1 архитектор Г. В. Вязьмин развил разработанный архитектором Г. В. Севаном принцип бескоридорной секционной школы. На каждом из типовых этажей (2—4) имелось два рекреационных зала площадью 60 м², в которые выходили двери трёх классов (50 м² каждый) и отдельная лестничная клетка. Благодаря этому во время перемен школьники разных возрастов могли находиться в отдельных рекреациях. Отдельно от классов размещались помещения общего пользования.
Недостатками проекта С-1 является недостаточная освещённость гардероба и коридора, соединяющего рекреации. С северной стороны расположены и лаборатории (химическая, физическая и биологическая) площадью 63,9 м² каждая. Портик здания архитектор В. Быков называл «грубым и гипертрофированным по своим масштабам».
Проекты С-1 и Ю-1 были утверждены к строительству в 1954 году, и к 1955 году по ним было построено порядка 20 зданий.